# Уорън Оутс
Уорън Оутс (на английски: Warren Oates) е американски актьор.

## Биография
Роден е на 5 юли 1928 година в Депой, малка селска общност в окръг Муленберг, Кентъки, разположена само на няколко мили западно от Грийнвил, седалището на окръга. Според федералното преброяване от 1940 г. той е по-малкият от двамата синове, родени от Сара Алис (по баща Мърсър) и Бейлис Ърл Оутс, които притежават смесен магазин. Брат му Гордън е с пет години по-голям от него. От страна на баща си Уорън има английски, шотландски и уелски произход. Той посещава мъжката гимназия Луисвил в Луисвил, Кентъки, до 1945 г., но не завършва тази институция. По-късно обаче получава диплома за еквивалентно средно образование. След гимназията той се записва в Корпус на морската пехота на Съединените щати за две години (1946 – 1948), като служи във въздушното крило като авиомеханик и достига чин ефрейтор.
Оутс започва да се интересува от театъра, докато посещава университета в Луисвил, където през 1953 г. участва в няколко пиеси, продуцирани от училищната Little Theatre Company. Четири години по-късно в Ню Йорк, той има възможност да участва в продукция на живо в телевизионния сериал Studio One.

### Кариера
Уорън Оутс е най-известен с изпълненията си в няколко филма, режисирани от Сам Пекинпа, включително „Дивата орда“ (1969) и „Донесете ми главата на Алфредо Гарсия“ (1974). Друго от най-аплодираните му изпълнения е в ролята на офицер Сам Ууд в „Среднощна жега“ (1967). Оутс участва в множество филми в началото на 1970-те години, които оттогава са постигнали култов статус, като „Наемникът“ (1971), „Двулентов асфалт“ (1971) и „Надпревара с дявола“ (1975). Оутс също изобразява Джон Дилинджър в биографичния филм „Дилинджър“ (1973) и като поддържащ герой, сержант от американската армия Хълка във военната комедия „Ивици“ (1981). Друга забележителна изява е в класическия новозеландски филм „Спящи кучета“ (1977), в който той играе командващия американските сили в страната.

### Смърт
Уорън Оутс е болен от грип в седмиците преди смъртта си. На 3 април 1982 г. на 53-годишна възраст, той умира от сърдечен удар, докато си ляга следобед в дома си в Лос Анджелис, след като е имал болки в гърдите и недостиг на въздух по-рано същия ден. Аутопсията установява, че той има хронична обструктивна белодробна болест. След погребението му, в съответствие с неговото желание, тялото му е кремирано и прахът му е разпръснат в ранчото му в Монтана.

## Избрана филмография
| Година | Филм                                  | Оригинално заглавие                 | Роля                     | Режисьор         |
| ------ | ------------------------------------- | ----------------------------------- | ------------------------ | ---------------- |
| 1962   | Езда в планините                      | Ride the High Country               | Хенри Хамънд             | Сам Пекинпа      |
| 1965   | Майор Дънди                           | Major Dundee                        | О.У. Хадли               | Сам Пекинпа      |
| 1967   | Добре дошли в Трудни времена          | Welcome to Hard Times               | Лео Дженкс               | Бърт Кенеди      |
| 1967   | Среднощна жега                        | In the Heat of the Night            | сержант Сам Ууд          | Норман Джуисън   |
| 1969   | Дивата орда                           | The Wild Bunch                      | Лил Горч                 | Сам Пекинпа      |
| 1970   | Имаше един нечестен човек...          | There Was a Crooked Man...          | Флойд Муун               | Джоузеф Манкевич |
| 1972   | Донесете ми главата на Алфредо Гарсия | Bring Me the Head of Alfredo Garcia | Бени                     | Сам Пекинпа      |
| 1973   | Опасни земи                           | Badlands                            | Бещата на Холи           | Терънс Малик     |
| 1979   | 1941                                  | 1941                                | Полковник „Лудия“ Мадокс | Стивън Спилбърг  |